# Mordellistena attenuata
Mordellistena attenuata är en skalbaggsart som först beskrevs av Thomas Say 1826.  Mordellistena attenuata ingår i släktet Mordellistena och familjen tornbaggar. Inga underarter finns listade i Catalogue of Life.